# Live at Mohren: March 25th 1984
Live at Mohren: March 25th 1984 ist ein Musikalbum von Sun Ra. Die am 25. März 1984 im Gasthof Zum Mohren in Willisau im Rahmen des Jazz Festival Willisau entstandenen Aufnahmen erschienen am 23. September 2023 auf De Occulta Records in der Willisau Jazz Series.

## Hintergrund
Das Album Live at Mohren: March 25th 1984 ist die erste Veröffentlichung des neu gegründeten Schweizer Labels von Christian Tarabini, das die Aufnahmen des Willisau-Festivals über einen weiten Zeitraum (1968–1998) über ein spezielles Sublabel zugänglich machen möchte: die Willisau Jazz Series. Das Archiv, das im Laufe der Zeit zugänglich gemacht werden soll, besteht aus insgesamt 720 Stunden Musik, die der Gründer des Schweizer Events, Niklaus Troxler, über dreißig Jahre hinweg aufgenommen hat. Es beginnt mit einem bisher unveröffentlicht gebliebenen Konzert des Sun Ra Arkestra auf einer Doppel-LP.
Der Auftritt des Sun Ra Arkestra in Willisau fällt in die Zeit von Livemitschnitten wie Live at Praxis ’84 und Cosmo Sun Connection. Das Arkestra spielte aus seinem Repertoire Stücke wie „Discipline 27-II“, „Children of the Sun“ und „Nuclear War“, ein Medley aus „Space Is the Place“ und „We Travel the Spaceways“, gefolgt von einem Tanzmarsch namens „Carefree (Egyptian Fantasy)“, außerdem drei nicht betitelte Improvisationen.

## Titelliste
- Sun Ra: Live at Mohren: March 25th 1984 (De Occulta Records (The Willisau Jazz Series) 259821E1)[2]

A Untitled Improvisation / Discipline 27-II 19:11

B1 Children of the Sun 4:00 

B2 Nuclear War 5:48 

B3 Untitled Improvisation 8:44 

C1 Space Is the Place / We Travel the Spaceways 6:38 

C2 Carefree (Egyptian Fantasy) 12:28 

D Untitled Improvisation 18:16
Die Kompositionen stammen von Sun Ra.

## Rezeption
Bei dieser Gelegenheit habe das Arkestra einige starke Stücke aus seinem Repertoire vorgestellt, zu denen drei umfangreiche Stücke ohne Titel hinzukamen, ein Triptychon aus Improvisationen, die den in jeder Hinsicht neuen Teil der Setlist darstellen, schrieb Gennaro Fucile (Musica Jazz). Zudem würde sich Sun Ra mit seinen Synthesizer-Solos mit der gewohnten Unvorhersehbarkeit auch in diesem Konzert immer wieder Räume schaffen. Nach den Schlachtrössern „Space Is the Place“ und „We Travel the Spaceways“ würde ein Tanzmarsch namens „Carefree (Egyptian Fantasy)“ folgen, der wohl niemanden im Publikum habe stillstehen lassen. Es handele sich um eine ganz andere Version als die auf dem Album „Paris 1983“ und den darauffolgenden Konzertaufnahmen; es sei eine Darbietung voller Energie und kosmischen Abweichungen, und John Gilmores Solo hier sei bewundernswert. Auf der anderen Seite stehe die dritte Improvisation, ursprünglich ein „Manifest räumlicher Exotik“ nach Sun Ras Gusto, bestehend aus unbekannten Klang-Landschaften, die mit sicherer Hand von der Flöte (vielleicht von Marshall Allen, vielleicht von James Jacson) umrissen werden, unterstützt von einer Wolke aus dunkler Perkussion.